# Sobrance (distrito)
O Distrito de Sobrance (eslovaco: Okres Sobrance) é uma unidade administrativa da Eslováquia Oriental, situado na Košice (região), com 23.776 habitantes (em 2001) e uma superfície de 538 km². Sua capital é a cidade de Sobrance.

## Demografia
| Ano:        | 1994   | 2004   | 2014   | 2024   |
| ----------- | ------ | ------ | ------ | ------ |
| Broj ljudi: | 23 742 | 23 447 | 22 765 | 22 195 |
| Razlika:    |        | -1,24% | -2,90% | -2,50% |

| Ano:               | 2023   | 2024   |
| ------------------ | ------ | ------ |
| Número de pessoas: | 22 226 | 22 195 |
| Diferença:         |        | -0,13% |

## Cidades
- Sobrance (capital)

## Municípios
- Baškovce
- Beňatina
- Bežovce
- Blatná Polianka
- Blatné Remety
- Blatné Revištia
- Bunkovce
- Fekišovce
- Hlivištia
- Horňa
- Husák
- Choňkovce
- Inovce
- Jasenov
- Jenkovce
- Kolibabovce
- Koňuš
- Koromľa
- Krčava
- Kristy
- Lekárovce
- Nižná Rybnica
- Nižné Nemecké
- Orechová
- Ostrov
- Petrovce
- Pinkovce
- Podhoroď
- Porostov
- Porúbka
- Priekopa
- Remetské Hámre
- Ruská Bystrá
- Ruskovce
- Ruský Hrabovec
- Sejkov
- Svätuš
- Tašuľa
- Tibava
- Úbrež
- Veľké Revištia
- Vojnatina
- Vyšná Rybnica
- Vyšné Nemecké
- Vyšné Remety
- Záhor